# Cedella Marley
Pour les articles homonymes, voir Marley.
Ne doit pas être confondue avec Cedella Booker, mère de Bob Marley et donc grand-mère de Cedella Marley.
Cedella Marley (née le 23 août 1967 à Kingston (Jamaïque)) est une chanteuse, danseuse, créatrice de mode, actrice, auteur et entrepreneuse jamaïcaine. Elle est la deuxième fille des chanteurs de reggae Bob Marley et Rita Marley et la mère de Skip Marley. Elle était dans le groupe Ziggy Marley and the Melody Makers avec sa sœur et ses frères.

## Carrière

### Ziggy Marley and the Melody Makers
Formé à la demande de leur père, Bob Marley, ce n'est qu'après sa mort que les Melody Makers se font connaître. Le groupe comprend quatre des dix enfants de Bob Marley, le chanteur/guitariste Ziggy, le chanteur/guitariste/batteur Stephen, les choristes Cedella et Sharon. Son jeune frère Ziggy est le leader du groupe, partageant souvent avec Stephen l'écriture des chansons et le chant principal.
À la fin des années 1980 et au début des années 1990, Cedella Marley apparaît dans quelques films, dont The Mighty Quinn (1989) avec Denzel Washington, et a le rôle principal féminin dans Joey Breaker (en) (1993) face à Richard Edson.

### Fin du groupe et carrière solo
En 2002, le groupe se dissout officiellement. Cedella s'installe à Miami avec son mari David Minto, avec qui elle a 3 enfants, et devient PDG du label de son père, Tuff Gong International. Elle aide également à gérer l'organisation caritative de sa famille, 1Love. En juin 2010, Cedella sort une chanson intitulée Can You Feel The Love Tonight, qui figure sur la compilation The Disney Reggae Club.
Cedella lance plusieurs lignes de vêtements : Catch a Fire, High Tide, Nice Time Deconstructed et Nice Time Kids. En février 2011, on annonce qu'elle concevrait l'uniforme de l'équipe de Jamaïque d'athlétisme aux Jeux olympiques de 2012, y compris le champion du monde Usain Bolt, dans le cadre d'un accord avec Puma. Elle décrit sa vision des tenues comme « Grace Jones qui rencontre mon père, très inspirée par la musique et un peu rétro ». Elle travaille comme designer pour d'autres équipes nationales jamaïcaines pour le compte de Romai-Sports.
En septembre 2011, elle sort son livre One Love. Cedella participe au film documentaire, Marley, sorti en avril 2012.
Sa comédie musicale Bob Marley's Three Little Birds, qui comprend plusieurs des chansons de son père, débute au New Victory Theater de New York en février 2014.
En juin 2014, Marley présente une ligne de vêtements pour hommes inspirée à la fois des vêtements que son père portait sur le terrain de football ainsi que des créations de l'équipe de la Coupe du monde 2014. Il s'agit principalement d'articles de sport tels que des t-shirts, des sweats à capuche et des vestes de survêtement. La ligne s'appelle simplement Marley. Le produit de la ligne servira à financer l'équipe de Jamaïque féminine de football, dont Marley est sponsor et ambassadrice officielle.

## Philanthropie
Cedella Marley fait partie du bureau de la Fondation Bob Marley, qui cherche à fournir des interventions sociales dans toute la Jamaïque par le biais d'initiatives de développement éducatif et communautaire.
En 2014, après avoir appris que l'équipe de Jamaïque féminine de football avait été dissoute parce qu'elle ne recevait pas de financement de la fédération nationale de football, Marley devient une bienfaitrice de l'équipe. Grâce à la Fondation Bob Marley, Cedella collecte suffisamment d'argent pour que l'équipe se reforme et embauche l'entraîneur Hue Menzies qui fait qualifier l'équipe à la Coupe du monde en 2019.

## Filmographie
- 2024 : Bob Marley: One Love de Reinaldo Marcus Green (productrice)